# الأرض قبل الزمن
الأرض قبل الزمن (بالإنجليزية: The Land Before Time)‏ هو فيلم درامي مغامرات رسوم متحركة عام 1988 من إخراج وإنتاج دون بلوث والمدير التنفيذي من إنتاج ستيفن سبيلبرغ وجورج لوكاس وكاثلين كينيدي وفرانك مارشال. يتألق الفيلم بأصوات جبريل ديمون ، كانداس هاتسون ، جوديث بارسي وويل ريان رواية قدمها بات هنغل.

## وصلات خارجية
- الأرض قبل الزمن على موقع IMDb (الإنجليزية)
- الأرض قبل الزمن على موقع ميتاكريتيك (الإنجليزية)
- الأرض قبل الزمن على موقع روتن توميتوز (الإنجليزية)
- الأرض قبل الزمن على موقع نتفليكس (الإنجليزية)
- الأرض قبل الزمن على موقع قاعدة بيانات الأفلام العربية
- الأرض قبل الزمن على موقع ألو سيني (الفرنسية)
- الأرض قبل الزمن على موقع Turner Classic Movies (الإنجليزية)
- الأرض قبل الزمن على موقع أول موفي (الإنجليزية)
- الأرض قبل الزمن على موقع بوكس أوفيس موجو (الإنجليزية)
- الأرض قبل الزمن على موقع فيلمافينيتي (الإسبانية)